# NGC 3738
NGC 3738 é uma galáxia irregular (Im) localizada na direcção da constelação de Ursa Major. Possui uma declinação de +54° 31' 26" e uma ascensão recta de 11 horas, 35 minutos e 48,2 segundos.
A galáxia NGC 3738 foi descoberta em 14 de Abril de 1789 por William Herschel.